# Storia della Repubblica Popolare Cinese

Bandiera della Repubblica Popolare Cinese

La Repubblica Popolare Cinese fu fondata il 1º ottobre 1949, a seguito della vittoria dei comunisti di Mao sui nazionalisti di Chiang Kai-shek nella guerra civile. 
La Repubblica Popolare Cinese (RPC) è l'entità politica che attualmente amministra la Cina continentale, preceduta dalla Repubblica di Cina e da una serie di dinastie che caratterizzarono il governo cinese fino al XX secolo.

## Epoca del Maoismo (1949-1976)

### Trasformazione socialista
Il 1º ottobre 1949, Mao Zedong proclamò la fondazione della Repubblica Popolare Cinese dal celebre monumento di Tienanmen a Pechino a seguito della sconfitta del governo nazionalista nella Guerra civile cinese. Nel 1950 scoppiò la Guerra di Corea e Mao inviò truppe a supporto della Corea del Nord per sostenere la causa comunista contro il blocco occidentale assieme agli alleati sovietici. La successiva riforma agraria che venne promulgata non ebbe i risultati sperati e non proseguì pacificamente. Le numerose controversie portarono ad uccisioni di massa di proprietari terrieri e delle loro famiglie. Si stima infatti che siano state uccise tra le 1-4,7 milioni di persone fino al completamento della riforma nel 1953. Il primo piano quinquennale (1953-1957, attuato a partire dal 1955) denotò una forte impronta sovietica nel privilegiare l'industria pesante a scapito della tradizionale risorsa economica cinese, l'agricoltura. Cominciò quindi a imporsi il collettivismo socialista e la terra distribuita ai contadini durante il movimento per la riforma agraria fu ritirata e trasferita come "proprietà demaniale". In ambito politico, le "Campagne dei tre anti e dei cinque anti" furono utilizzate dal governo come pretesto per la feroce nazionalizzazione di numerose imprese a scapito degli industriali, i quali vennero etichettati come "corrotti". Proprio per questo motivo nel biennio 1951-1952, un gran numero di uomini d'affari si suicidò influenzando negativamente l'economia di grandi città come Shanghai, Chongqing e Tianjin. Altre campagne politiche mirate all'opposizione politica e ai dissidenti includevano la "Campagna per la soppressione dei controrivoluzionari" (1950-1953) e il "Movimento Sufan" (1955-1957). I ricercatori stimano che, a causa delle campagne politiche del governo, oltre un milione di persone siano state uccise e molte altre siano state perseguitate. Nel 1956, col discorso Sui dieci grandi rapporti, Mao Zedong volle esporre la nuova visione socialista dei rapporti sociali, lanciando contemporaneamente la campagna dei Cento fiori. Quest'ultimo movimento era aperto agli intellettuali, che furono incoraggiati a partecipare al dibattito sull'evoluzione dello Stato socialista; ben presto però questi iniziarono a criticare aspramente il governo, innescando una campagna correttiva denominata Campagna contro la destra, la quale prevedeva la destituzione o la deportazione di mezzo milione di funzionari e intellettuali. Dopo la campagna anti-destra, la Cina è diventata di fatto uno "stato monopartitico" sotto il Partito Comunista Cinese.

### Grande balzo in avanti e conseguenze

Durante il grande balzo in avanti fu aumentata la produzione di acciaio.

Pur essendo stato predisposto un secondo piano quinquennale, esso perse importanza di fronte al grande balzo in avanti (1958-1960), nel quale si avvertì un significativo distacco dalla linea dell'Unione Sovietica: venne avviata la collettivizzazione delle terre e incoraggiato ogni sforzo per la produzione di materiali industriali come l'acciaio. Le comuni popolari sono diventate lo standard di vita. Il grande balzo in avanti ebbe esiti fallimentari, causando la "grande carestia cinese" (la più grande carestia nella storia umana) nella quale si stima siano morti tra i 15 e i 55 milioni di persone.
Nell'aprile 1958, l'incidente Xunhua scoppiò nella provincia del Qinghai e migliaia di minoranze religiose si ribellarono al regime comunista, sfociando in un massacro da parte dell'Esercito popolare di liberazione che uccise centinaia di persone. Nel 1959, in seguito alla repressione della rivolta di Lhasa (fino a 87.000 persone uccise), il 14º Dalai Lama fuggì in esilio in India, dove costituì il governo tibetano in esilio. Quello stesso anno il maresciallo Peng Dehuai criticò Mao Tse-tung definendo il grande balzo "espressione di un fanatismo piccolo borghese" e venne destituito immediatamente dopo. Come reazione la destra del partito, nella persona del sindaco di Pechino Peng Zhen e del suo vice, lo scrittore Wu Han, iniziarono a diffondere e a rappresentare il dramma teatrale La destituzione di Hai Rui. Questo si rifaceva all'episodio storico dell'ingiusta destituzione dell'integerrimo funzionario imperiale Hai Rui, celandosi dietro la figura di costui quella dello stesso Peng Dehuai.
All'inizio del 1962, durante la "Conferenza dei settemila quadri", le politiche di Mao furono criticate. In seguito, lui stesso assunse un ruolo di semi-pensionato, lasciando le responsabilità future a Liu Shaoqi e Deng Xiaoping. Liu e Deng hanno quindi iniziato ad attuare alcune riforme che hanno consentito il libero mercato in una certa misura. Tuttavia, Mao ha criticato le riforme, definendole "un tentativo di distruggere il socialismo". Il disaccordo tra Mao e Liu (e Deng) si è andato acuendo nel tempo.
D'altra parte, il programma "Due bombe, un satellite" è stato lanciato da Mao nel 1958, con l'aiuto dell'Unione Sovietica e di numerosi importanti scienziati che sono tornati nella Cina continentale dall'estero, tra cui Qian Xuesen, Deng Jiaxian e Qian Sanqiang. La prima bomba atomica, il missile nucleare, la bomba all'idrogeno e il satellite artificiale della Cina furono tutti sviluppati con successo nel 1970. Tuttavia, il programma era stato seriamente influenzato dal Grande Balzo in Avanti e dalla Rivoluzione Culturale.

### Rivoluzione culturale

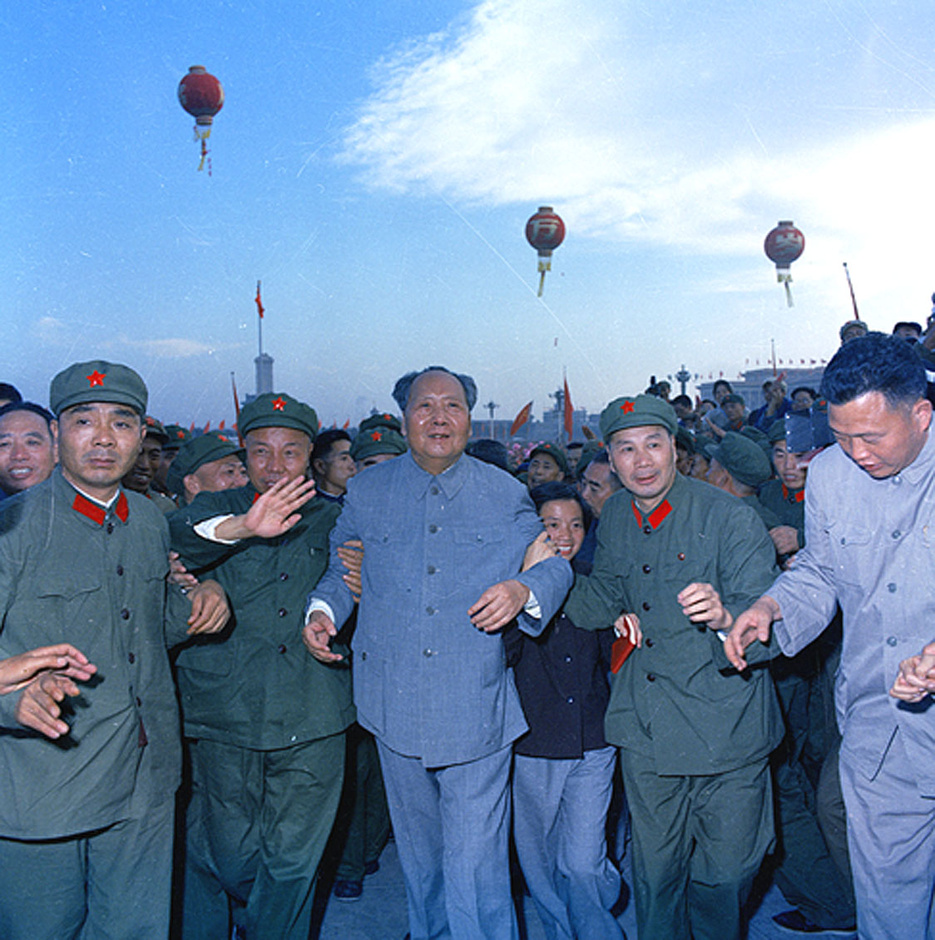
Mao Zedong e le guardie rosse in piazza Tienanmen (ottobre 1966).

Nella seconda metà degli anni sessanta si assistette a una radicalizzazione della lotta tra la destra e la sinistra del partito, quest'ultima sotto la guida di Mao Tse-tung e Lin Biao, che si proponevano una maggiore politicizzazione della società. Fu creato a questo scopo il movimento di educazione socialista (1963), che trovò però scarso consenso; la destra cercò infatti di delimitare questo movimento in ambito puramente intellettuale e culturale (tesi di febbraio) ed ebbe così inizio la rivoluzione culturale (1966-1976). Mao Zedong lanciò la rivoluzione nel maggio 1966 e il terrore rosso iniziò durante quello che venne soprannominato l'"Agosto rosso" del 1966. La sinistra istituì un "gruppo per la rivoluzione culturale", presieduto da Chen Boda e guidato dalla cosiddetta "banda dei quattro", e volle coinvolgere gli studenti delle scuole secondarie, i quali furono invitati a lasciare gli studi per organizzare ovunque delle sedute di indottrinamento politico e di distruzione dei "quattro vecchi", culminando in episodi di fanatismo quali la Comune di Shanghai. Il movimento, oltrepassando le intenzioni degli ideatori, ebbe l'effetto di minare seriamente le basi dell'organizzazione statale e per estinguerlo si dovette ricorrere alla forza militare.
Nel settembre 1971, Lin Biao e alcuni dei suoi più stretti alleati furono uccisi in un incidente aereo in Mongolia, dopo un cosiddetto "colpo di stato fallito" contro Mao. Nel 1973 iniziò un nuovo contrasto tra la sinistra e la destra del partito, prima all'insegna dello slogan Critichiamo Lin Biao critichiamo Confucio (dove per Confucio si intendeva attaccare Zhou Enlai), che suscitò come risposta da parte di quest'ultimo la critica a Lin Biao, critica a Confucio. Nello stesso periodo Deng Xiaoping ricomparve sulla scena pubblica, ma fu nuovamente epurato nel 1976. Nel 1975 Zhou Enlai avanzò il piano delle quattro modernizzazioni (industria, agricoltura, difesa e scienza). L'8 gennaio 1976 moriva Zhou Enlai e il 9 settembre scomparve anche Mao Tse-tung. Nel mese di ottobre venne arrestata la banda dei quattro mediante un'azione di polizia.
Si stima che milioni di persone siano morte a causa di massacri, conflitti di fazioni, persecuzioni, torture e suicidi durante la Rivoluzione Culturale. In totale, decine di milioni di persone sono state perseguitate durante la rivoluzione. Leader anziani come Liu Shaoqi, Peng Dehuai e He Long sono stati perseguitati a morte. Deng Xiaoping è stato epurato due volte.

### Relazioni estere

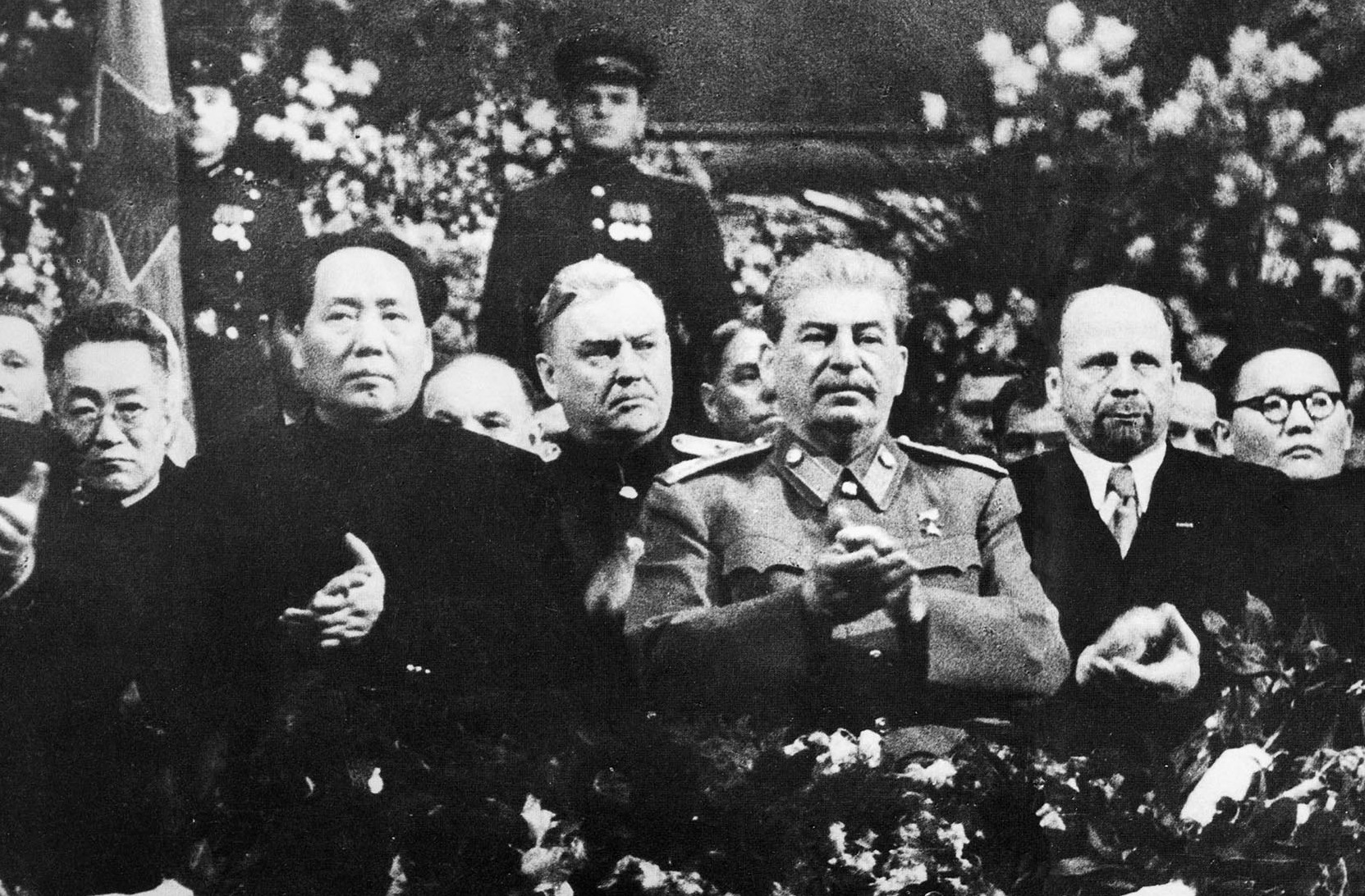
Mao e Stalin (1949)

Subito dopo la fondazione della Repubblica Popolare Cinese, Mao Zedong e il Partito Comunista Cinese seguirono da vicino Iosif Stalin e divennero alleati dell'Unione Sovietica. Tuttavia, dopo la morte di Stalin, un grave disaccordo tra Mao e Nikita Sergeevič Chruščëv portò alla scissione sino-sovietica alla fine degli anni '50. La "crisi di Zhēnbǎo Dǎo" nel 1969 è stata un esempio notevole. Di conseguenza, la Cina si è rivolta all'Occidente e ha iniziato a stabilire relazioni diplomatiche con molti paesi occidentali.
Nel 1962 vi fu la breve guerra sino-indiana che si concluse a favore della Cina. In precedenza per due volte la Repubblica Popolare Cinese aveva tentato la riunificazione con Taiwan: le due crisi dello stretto (la prima nel 1954-1955 e la seconda nel 1958) si risolsero con un "cessate il fuoco" e un conseguente ristabilimento dello status quo ante bellum, dovuto anche all'intervento statunitense in favore dell'isola. Nel novembre 1970, la Repubblica popolare cinese ha stabilito relazioni diplomatiche formali con l'Italia. Nel 1971, il segretario di Stato statunitense Henry Kissinger visitò segretamente la Cina, che pochi mesi dopo venne ammessa all'ONU occupando il posto di Taiwan. Nel 1972 seguì la visita del presidente statunitense Nixon. Nel 1972, la Cina ha stabilito relazioni diplomatiche formali con il Regno Unito e il Giappone.

### Catastrofi
Di seguito vengono presentati solo i catastrofi gravi (fare clic per visualizzare).
| Anno      | Disastro                     | Posizione         | Bilancio delle vittime | Dettagli |
| --------- | ---------------------------- | ----------------- | ---------------------- | --- |
| 1954      | Yangtze inondazioni          | Fiume Yangtze     | 33.000                 | Principalmente nella provincia di Hubei. |
| 1957-1958 | Influenza asiatica           | Globale           |                        | La pandemia è iniziata nel Guizhou, nel sud della Cina, e ha ucciso 1-4 milioni in tutto il mondo. |
| 1959-1961 | Grande carestia cinese       | Cina continentale | 15-55 milioni          | Principalmente causato dal grande balzo in avanti. |
| 1968-1969 | Influenza di Hong Kong       | Globale           |                        | La pandemia è iniziata nell'Hong Kong e ha ucciso 1-4 milioni di persone in tutto il mondo. |
| 1970      | Terremoto di Tonghai         | Contea di Tonghai | Più di 10.000          | |
| 1975      | Crollo della diga di Banqiao | Henan             | 85.600-240.000         | 62 dighe, inclusa la più grande diga di Banqiao nella provincia di Henan, sono crollate (sotto l'influenza del tifone Nina del 1975), creando la terza più grande inondazione della storia (secondo il governo cinese, il bilancio delle vittime è stato di 26.000).. La maggior parte delle dighe che sono crollate in questo disastro sono state costruite con l'aiuto di esperti dell'Unione Sovietica o durante il Grande Balzo in avanti. È stato classificato al primo posto in "The Ultimate 10 Technological Disasters" di Discovery Channel nel maggio 2005 (the Ultimate 10 show), battendo il Disastro di Černobyl'. |
| 1976      | Terremoto di Tangshan        | Hebei             | Almeno 242.769         | |

### Controversie

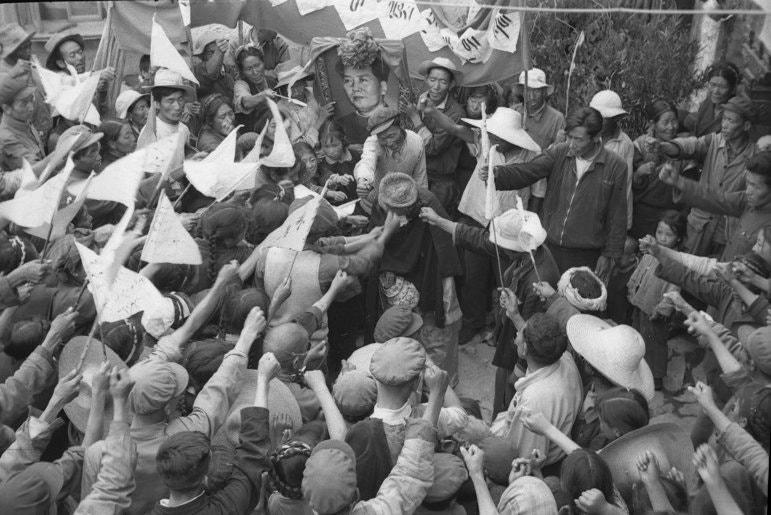
La sessione di lotta di Samding Dorje Phagmo durante la Rivoluzione Culturale.

Circa 40-80 milioni di persone sono morte a causa di carestie, torture, massacri, persecuzioni, lavori forzati (laogai) e così via sotto il governo di Mao. Tuttavia, a causa dell'aumentata aspettativa di vita e del fatto che il governo cinese non ha attuato rigorosamente la sua politica di pianificazione familiare (persino incoraggiata a dare più nascite ai bambini negli anni '50), la popolazione totale della RPC è cresciuta da 550 milioni a oltre 900 milioni nell'era di Mao. Nel frattempo, decine di milioni di persone sono state perseguitate durante i movimenti politici ininterrotti e un gran numero di siti culturali e religiosi sono stati distrutti dalle Guardie Rosse durante la Rivoluzione Culturale. D'altro canto, il tasso di alfabetizzazione passata dal 20 % nel 1949 ad oltre 80 % trenta anni dopo. Inoltre, la Rivoluzione Culturale ha gravemente danneggiato lo "rule of law" così come la cultura tradizionale cinese ei valori morali; sono stati commessi massacri in tutto il paese e anche atti di cannibalismo sono stati commessi su vasta scala (ad esempio, il massacro del Guangxi). L'istruzione superiore è stata interrotta durante la Rivoluzione Culturale e anche la ricerca scientifica è stata seriamente compromessa perché molti scienziati sono stati perseguitati, uccisi o si sono suicidati.
Nell'era di Mao, il Partito Comunista Cinese ha esportato la sua ideologia e la sua rivoluzione comunista nei paesi del sud-est asiatico, sostenendo i partiti comunisti locali. Un esempio notevole sono i Khmer rossi della Cambogia, che furono sostenuti direttamente da Mao e influenzati dalla Rivoluzione Culturale. Dal 1975 al 1979, i Khmer rossi hanno condotto il genocidio cambogiano che ha ucciso circa 2 milioni di persone (il 25% dell'intera popolazione della Cambogia) prima dell'invasione della Cambogia da parte del Vietnam comunista.

## Transizione e amministrazione di Deng (1976–1989)

### Il periodo di transizione

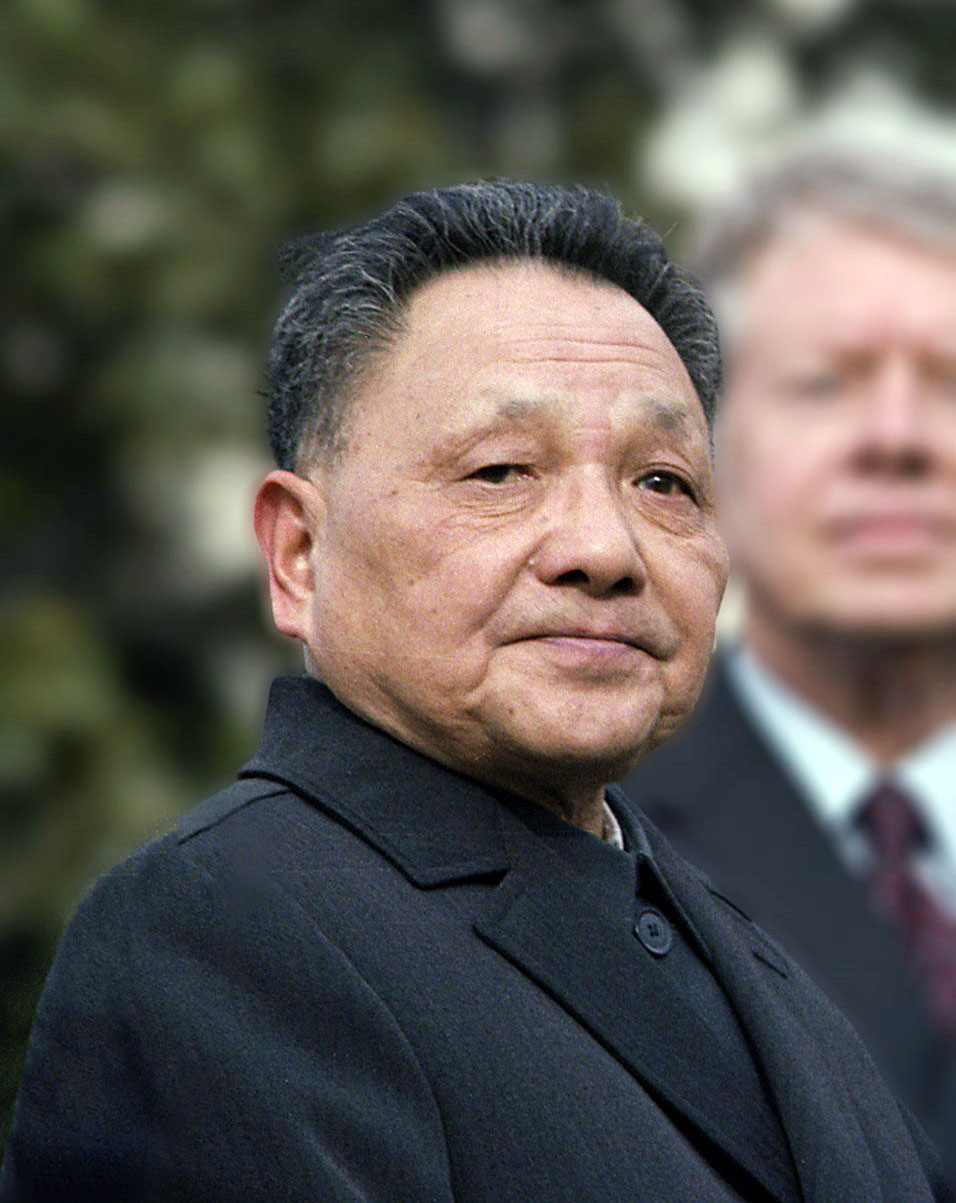
Deng Xiaoping

Dopo la morte di Mao Zedong, il suo successore prescelto Hua Guofeng divenne il leader supremo della Cina nel 1976. Hua, insieme a Ye Jianying e Wang Dongxing, pianificò l'arresto della "Banda dei Quattro" e pose fine alla Rivoluzione Culturale. Tuttavia, Hua continuò principalmente con l'ideologia e la politica maoiste. Nel 1977, Deng Xiaoping fu reintegrato e nel dicembre 1978, con il sostegno di Ye Jianying e altri funzionari di alto rango, Deng alla fine sostituì Hua e divenne il leader supremo della Cina (durante la 3ª sessione plenaria dell'11 ° Comitato centrale del PCC). Anche gli alleati di Deng come Hu Yaobang e Zhao Ziyang hanno ricevuto promozioni.

### Invalidare la rivoluzione culturale
Nel settembre 1977, Deng propose per la prima volta l'idea di "Boluan Fanzheng", tentando di smantellare le politiche maoiste di estrema sinistra associate alla Rivoluzione culturale. Nello stesso anno, ha ripreso il "Esame di ammissione al National College (Gaokao)" che è stato annullato per dieci anni a causa della Rivoluzione Culturale. Inoltre, nel giro di diversi anni, le vittime di oltre 3 milioni di "casi ingiusti, falsi, illeciti (冤假错案)" furono riabilitate da Deng e dai suoi alleati come Hu Yaobang, allora segretario generale del Partito comunista cinese.
Nel 1981, il Partito Comunista Cinese dichiarò ufficialmente in una risoluzione formale (关于建国以来党的若干历史问题的决议) che la Rivoluzione Culturale era "responsabile della più grave battuta d'arresto e delle più pesanti perdite subite dal Partito, dal Paese e dal popolo dalla fondazione della Repubblica Popolare Cinese".
In seguito alla Rivoluzione Culturale, la sicurezza pubblica a livello nazionale è peggiorata alla fine degli anni '70 e all'inizio degli anni '80, e di conseguenza Deng ha lanciato la campagna anti-crimine «Colpisci duro» nel 1983, che è durata fino all'inizio del 1987.

### Riforma e apertura

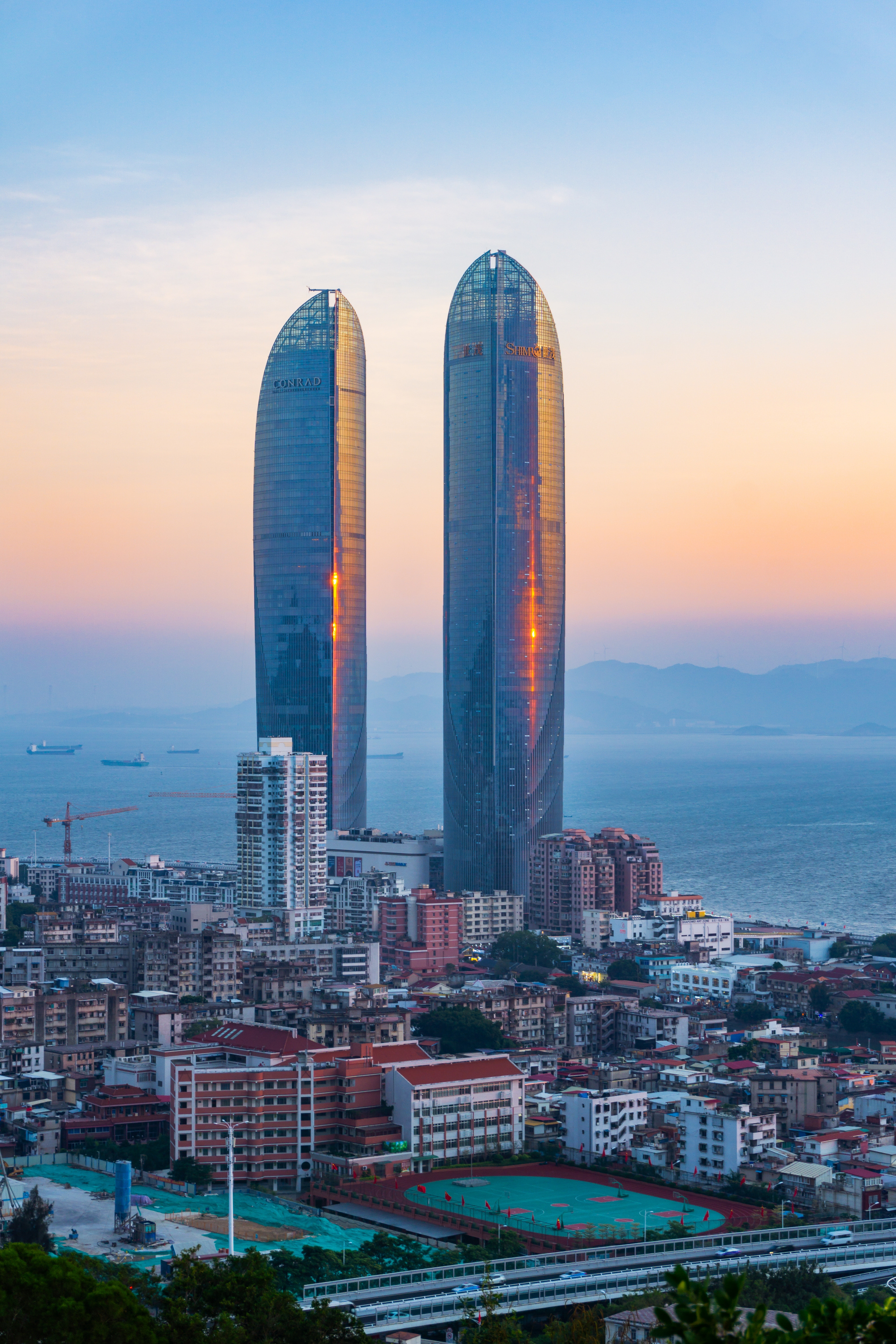
Xiamen, una delle prime zone economiche speciali della Cina.

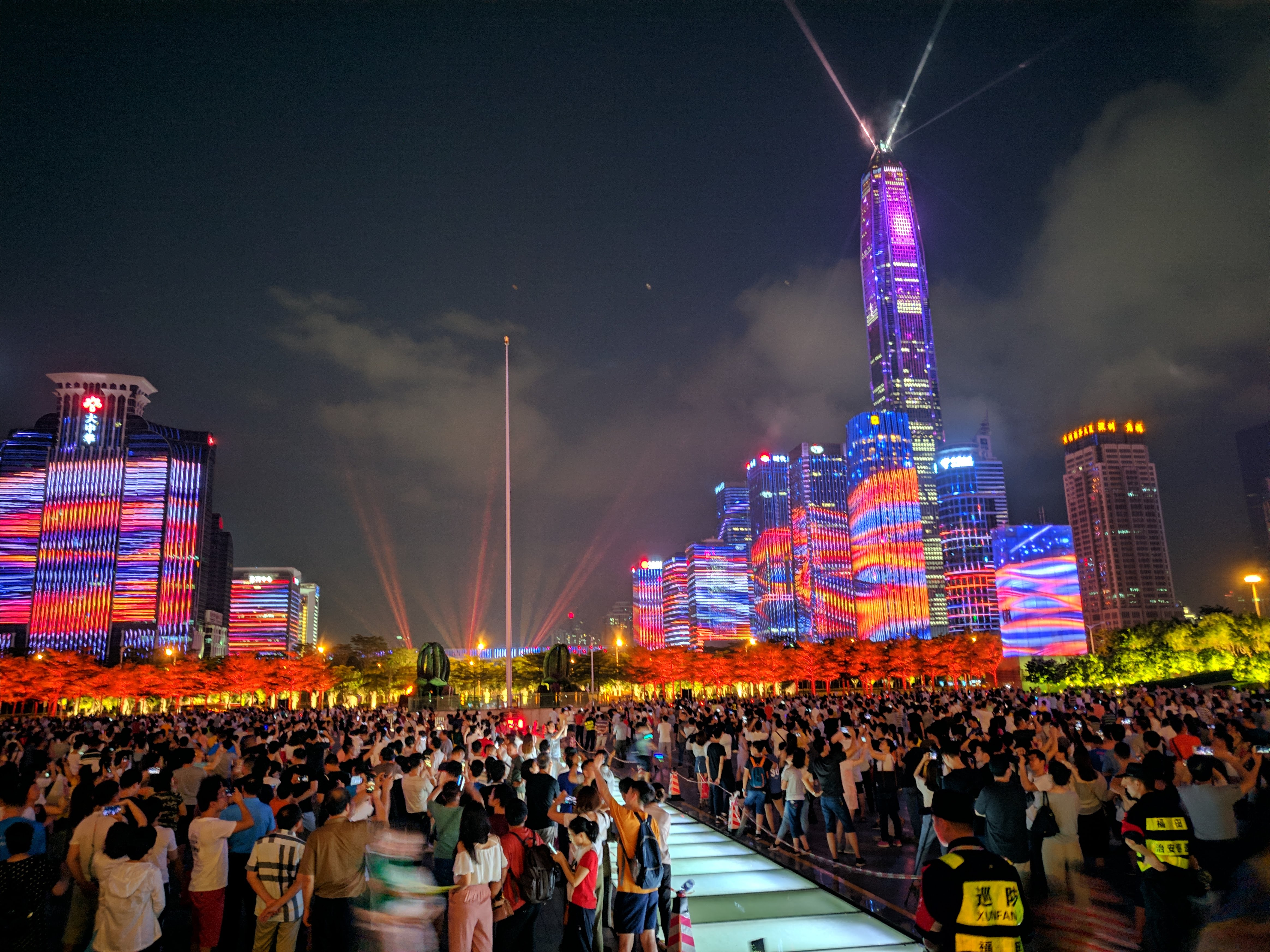
Shenzhen, spesso definita «la Silicon Valley cinese»

Dalla fine del 1978, Deng e i suoi alleati hanno lanciato la "Riforma e apertura" che ha aperto una nuova era della Cina. Nel 1979, Deng propose "Quattro principi cardinali" che dovrebbero essere seguiti durante le riforme. I risultati di Lee Kuan Yew per creare una superpotenza economica a Singapore hanno avuto un profondo effetto sulla leadership comunista in Cina. I leader in Cina hanno compiuto un grande sforzo, soprattutto sotto Deng Xiaoping, per emulare le sue politiche di crescita economica, imprenditorialità e sottile soppressione del dissenso. Nel corso degli anni, più di 22.000 funzionari cinesi furono inviati a Singapore per studiarne i metodi.
Nei primi anni ottanta iniziarono le riforme economiche che portarono al ritorno di una limitata proprietà agricola, alla liberalizzazione di alcuni settori del mercato e all'istituzione delle "zona economica speciale (经济特区)", sottratte alla legislazione economica nazionale e aperte agli investimenti stranieri e infine alla revisione del sistema abitativo urbano. Nel 1984 furono abolite le comuni popolari. Shenzhen, una notevole zona economica speciale, divenne in seguito nota come la "Silicon Valley della Cina". Potenti aziende come Huawei, Tencent e ZTE hanno tutte sede a Shenzhen. Nel gennaio 1984, Deng fece il suo primo giro di ispezione a Shenzhen e Zhuhai, riconoscendo la "velocità di Shenzhen" dello sviluppo e il successo delle zone economiche speciali. Nel maggio 1984, quattordici città costiere in Cina, tra cui Shanghai, Guangzhou e Tianjin, furono chiamate "Città costiere aperte (沿海开放城市)".
Deng ha riconosciuto l'importanza della scienza e della tecnologia nelle "Quattro modernizzazioni", sottolineando che "la scienza e la tecnologia sono la forza produttiva primaria". Nel 1986, Deng approvò la proposta di quattro eminenti scienziati cinesi e lanciò il "Programma 863". Nello stesso anno è stato istituito per legge il sistema di istruzione obbligatoria di nove anni (Legge sull'istruzione obbligatoria di nove anni).

### Riforme politiche

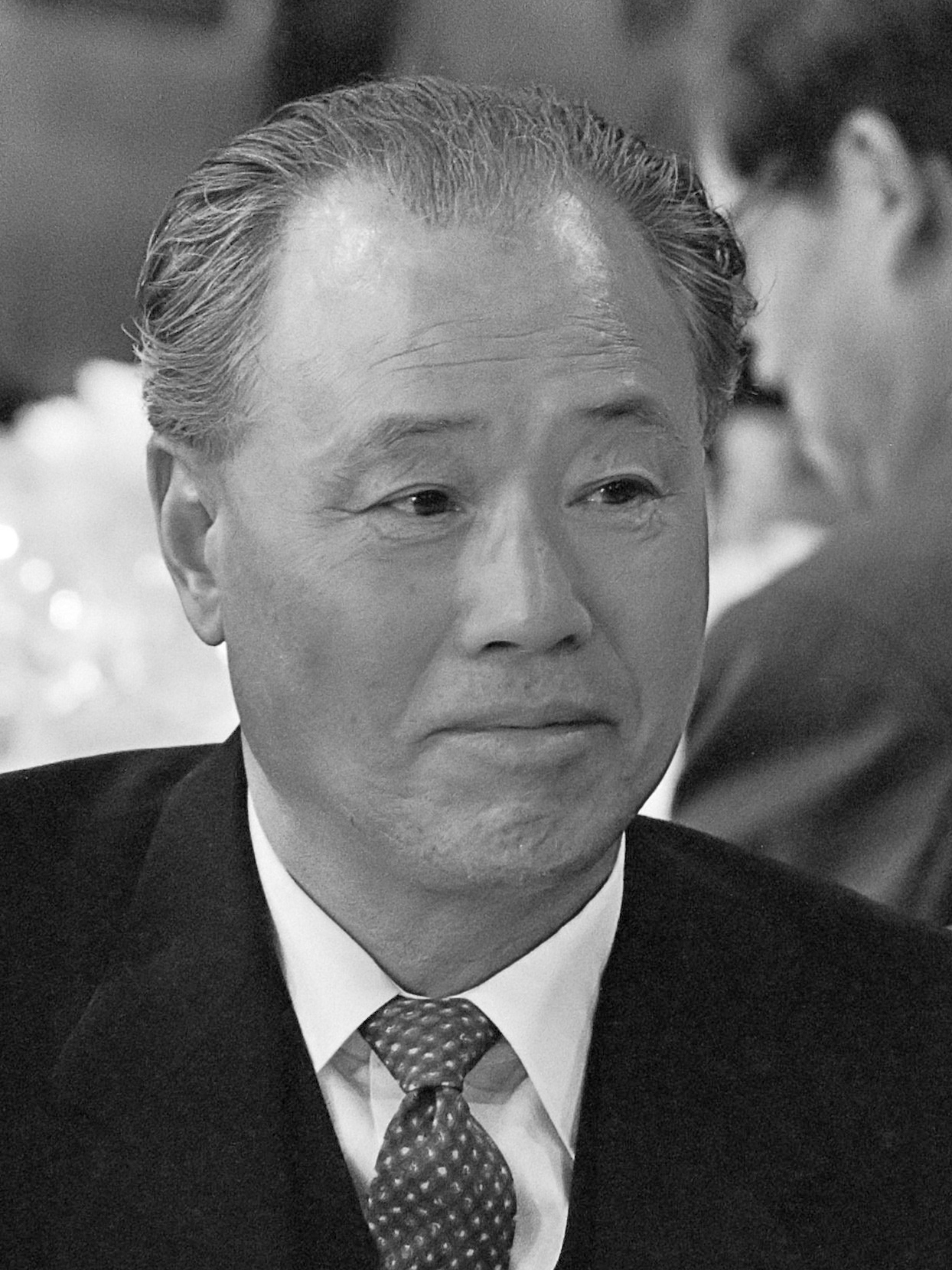
Zhao Ziyang, uno dei principali riformisti, è stato incaricato da Deng di occuparsi delle riforme politiche dal 1986. Tuttavia, è stato costretto a lasciare la sua posizione di segretario generale del PCC dopo le proteste di piazza Tienanmen del 1989, mentre la maggior parte dei politici pianificati le riforme (dopo il 1986) si sono concluse drasticamente.

Il 18 agosto 1980, Deng Xiaoping ha tenuto un discorso dal titolo "Sulla riforma del sistema di leadership del partito e dello Stato (党和国家领导制度改革)" in una riunione allargata dell'Ufficio politico del Comitato centrale del PCC a Pechino, avviando il riforme in Cina. Ha chiesto la fine della burocrazia, la centralizzazione del potere così come il patriarcato, proponendo "limiti di mandato" alle posizioni di vertice in Cina e sostenendo il "centralismo democratico" così come la "leadership collettiva". Inoltre, Deng ha proposto al Congresso nazionale del popolo una revisione sistematica della costituzione cinese (la costituzione del 1978) e ha sottolineato che la costituzione deve essere in grado di proteggere i diritti civili dei cittadini cinesi e deve riflettere il principio della separazione dei poteri; ha anche sostenuto il principio "un uomo, un voto" tra i leader per evitare la dittatura del Segretario generale del PCC. Nel dicembre 1982, la quarta Costituzione cinese, nota come "Costituzione del 1982", fu approvata dal 5 ° Congresso Nazionale del Popolo, incarnando il costituzionalismo in stile cinese con la maggior parte del suo contenuto ancora in vigore a partire da oggi.
Nella prima metà del 1986, Deng ha ripetutamente chiesto il rilancio delle riforme politiche, poiché ulteriori riforme economiche sono state ostacolate dal sistema politico originale mentre il paese aveva visto una tendenza crescente di corruzione e disuguaglianza economica, aggravata dai molti privilegi sociali di cui godevano funzionari governativi e loro parenti. Un'unità di ricerca di cinque uomini per le riforme politiche della Cina è stata istituita nel settembre 1986, e i membri includevano Zhao Ziyang, Hu Qili, Tian Jiyun, Bo Yibo e Peng Chong. L'intenzione di Deng delle riforme politiche era di aumentare l'efficienza amministrativa, separare ulteriormente le responsabilità tra il Partito Comunista e il Governo ed eliminare la burocrazia. Sebbene abbia anche menzionato lo "rule of law" e la "democrazia", Deng ha delimitato le riforme all'interno del sistema monopartitico e si è opposto all'attuazione del costituzionalismo in stile occidentale. Nell'ottobre 1987, al 13 ° Congresso Nazionale del PCC presieduto da Deng, Zhao Ziyang pronunciò un importante discorso redatto da Bao Tong sulle riforme politiche. Nel suo discorso intitolato "Avanzamento lungo la strada del socialismo con caratteristiche cinesi (沿着有中国特色的社会主义道路前进)", Zhao ha sostenuto che il socialismo in Cina era ancora nella sua fase primaria. Prendendo come linee guida il discorso di Deng nel 1980, Zhao ha delineato una serie di passi da compiere per le riforme politiche, inclusa la promozione dello "rule of law" e la separazione dei poteri, l'imposizione della decentralizzazione e il miglioramento del sistema elettorale. In questo Congresso, Zhao è stato eletto come nuovo Segretario Generale del PCC.
Tuttavia, dopo le proteste di piazza Tienanmen del 1989, molti importanti riformisti, inclusi Zhao e Bao, furono rimossi dalle loro posizioni e la maggior parte delle riforme politiche pianificate (dopo il 1986) si concluse drasticamente. I conservatori di sinistra guidati da Chen Yun, il presidente Li Xiannian e il premier Li Peng presero il controllo fino al Tour del Sud di Deng Xiaoping all'inizio del 1992. D'altra parte, molte politiche dovute alle riforme politiche lanciate da Deng all'inizio degli anni '80 rimangono efficaci dopo il 1989 (come la nuova Costituzione, i limiti dei termini e il centralismo democratico), anche se alcune di esse sono state annullate da Xi Jinping dopo il 2012.

### Turbolenze politiche
Nel 1986 la corrente riformista guidata da Hu Yaobang lanciò il movimento del doppio cento richiamandosi a quello dei cento fiori (1956), secondo cui si proponeva una maggiore separazione tra le funzioni del partito e quelle dello Stato. Seguirono manifestazioni studentesche di sostegno a Hu Yaobang. Quest'ultimo morì il 15 aprile 1989 e nelle commemorazioni gli studenti invocarono la democrazia. Gli organi di stampa replicarono che si trattava solo di pochi gruppi di "controrivoluzionari", allora gli studenti iniziarono le manifestazioni che continuarono con gli scioperi della fame e gli applausi a Gorbačëv, in quel momento in visita ufficiale in Cina e considerato il campione delle riforme in Unione Sovietica. Le proteste culminarono nelle giornate del 16 e 17 maggio 1989 presso piazza Tienanmen a Pechino, quando l'esercito disperse i manifestanti sparando sulla folla.

### Relazioni estere
Il 1 ° gennaio 1979, la Repubblica popolare cinese ha stabilito formalmente le sue relazioni diplomatiche con gli Stati Uniti d'America. Nel gennaio 1979, Deng Xiaoping ha visitato gli Stati Uniti, che è stata la prima visita ufficiale di un leader supremo della Cina negli Stati Uniti.
Il 1979 fu l'anno della guerra sino-vietnamita, che contribuì a guastare i rapporti con il Vietnam (e l'Unione Sovietica): si dovette attendere la caduta del muro di Berlino e altri dieci anni per arrivare nel 1999 alla firma di un trattato di alleanza tra le nazioni socialiste.

### Disastri
Di seguito vengono presentati solo i disastri gravi (fare clic per visualizzare).
| Anno      | Disastro                           | Posizione    | Bilancio delle vittime | Dettagli |
| --------- | ---------------------------------- | ------------ | ---------------------- | --- |
| 1977-1979 | Influenza russa del 1977           | Globale      |                        | La pandemia è iniziata nel nord della Cina e in Siberia, durante il periodo di transizione (1976-78). Circa 700.000 morti in tutto il mondo. Si ritiene che il virus sia stato diffuso da un laboratorio. |
| 1982      | Volo CAAC Airlines 3303            | Guangxi      | 112                    | Incidente aereo. |
| 1987      | Fuoco del "drago nero"             | Heilongjiang | Più di 200             | L'incendio si è propagato anche all'Unione Sovietica. È stato uno dei più grandi incendi della storia. |
| 1988      | Volo China Southwest Airlines 4146 | Chongqing    | 108                    | Incidente aereo. |

### Controversie
Dopo la Rivoluzione Culturale, Deng ha avviato il programma "Boluan Fanzheng" per correggere gli errori maoisti, ma alcune delle sue politiche e opinioni erano controverse. Deng ha insistito nel lodare che Mao aveva fatto "7 buoni e 3 cattivi" per il popolo cinese, mentre attribuiva a Lin Biao e alla Banda dei Quattro numerosi disastri durante la Rivoluzione Culturale. Inoltre, ha affermato e imposto i "Quattro principi cardinali" come principi fondamentali della Costituzione cinese (1982), al fine di mantenere lo stato monopartitico in Cina per il Partito Comunista.
Inoltre, il ruolo che Deng ha svolto nel reprimere le proteste di piazza Tienanmen del 1989 è stato piuttosto controverso. In effetti, ha anche represso il "movimento del Muro della Democrazia" e la Primavera di Pechino all'inizio degli anni '80.
Per far fronte alla crisi demografica dopo l'era di Mao, Deng Xiaoping, insieme ad altri alti funzionari tra cui Chen Yun e Li Xiannian, ha sostenuto l'attuazione della "politica del figlio unico". Alcune delle misure estreme dovute alla politica del figlio unico hanno creato molte controversie come le violazioni dei diritti umani.

## Jiang Zemin e la terza generazione (1989–2002)

### Transizione del potere politico

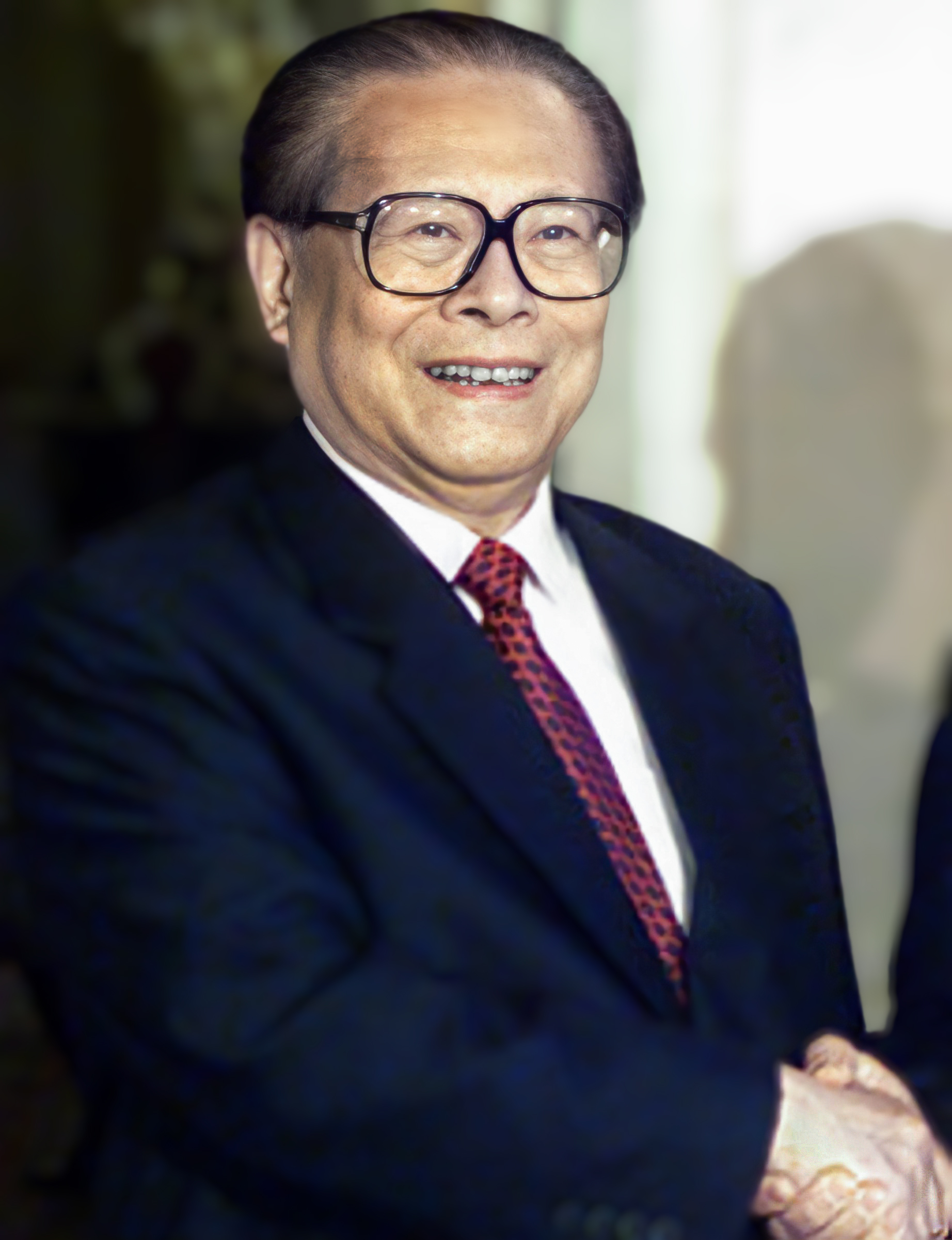
Jiang Zemin

Dopo il massacro di piazza Tienanmen nel 1989, Deng Xiaoping si allontanò dalla vista del pubblico e passò il potere alla terza generazione di leadership guidata da Jiang Zemin. Tuttavia, a causa del massacro di Tiananmen, il programma di riforme e apertura è entrato in stagnazione all'inizio degli anni '90 e Jiang, sostenuto dai conservatori di sinistra, non ha fatto abbastanza per continuare le riforme.
Nella primavera del 1992, Deng fece il suo famoso "Tour del Sud" a Shenzhen, Zhuhai, Guangzhou, Shanghai e in altre città della Cina meridionale. Il tour è considerato un punto critico nella storia della Cina moderna poiché ha salvato la riforma economica della Cina e il mercato dei capitali (Borsa di Shanghai e Borsa di Shenzhen) e ha preservato la stabilità della società. Alla fine Jiang si schierò con Deng e sostenne pubblicamente il programma di riforme e apertura. Il conservatore Li Peng è stato il premier cinese fino al 1998, quando il riformista Zhu Rongji è riuscito come nuovo premier.

### Affari domestici
Negli anni novanta l'economia cinese, con la nuova formula economia socialista di mercato (1992) ha registrato una crescita significativa e a tratti eccessiva, tanto da rendersi necessarie talvolta manovre di freno alla stessa. Le politiche economiche del premier Zhu Rongji hanno tenuto forte l'economia cinese durante la crisi finanziaria asiatica e la crescita economica della Cina è stata in media dell'8% all'anno. Per sostenere l'aumento del consumo di elettricità, è iniziata la costruzione della Diga delle Tre Gole, che ha attirato sostenitori e critiche diffuse. Nel frattempo, l'inquinamento ambientale è diventato un problema molto serio. Politicamente, Jiang ha proposto la «Teoria delle tre rappresentanze».
Negli anni '90 sono stati lanciati il Progetto 211 e il Progetto 985 per l'istruzione superiore in Cina.

### Relazioni estere
Deng Xiaoping si ritirò dalla vita politica attiva nel 1992 e morì il 19 febbraio 1997. "Uomo forte" di Pechino divenne Jiang Zemin: sotto la sua guida vi fu nel 1995-1996 la terza crisi dello Stretto di Taiwan, ancora una volta risoltasi con un nulla di fatto; tuttavia nel luglio del 1997 Hong Kong ritornò alla Cina e Macao seguì lo stesso destino nel 1999.
Dopo un decennio di colloqui, la Cina è stata finalmente ammessa nell'Organizzazione mondiale del commercio nel 2001. Nello stesso anno è stata fondata l'Organizzazione per la cooperazione di Shanghai.

### Disastri
Di seguito vengono presentati solo i disastri gravi (fare clic per visualizzare).
| Anno | Disastro                           | Posizione     | Bilancio delle vittime | Dettagli                                                                                    |
| ---- | ---------------------------------- | ------------- | ---------------------- | ------------------------------------------------------------------------------------------- |
| 1990 | Disastro aereo di Canton           | Guangzhou     | 128                    |                                                                                             |
| 1992 | Volo China General Aviation 7552   | Jiangsu       | 106-109                | Incidente aereo.                                                                            |
| 1992 | Volo China Southern Airlines 3943  | Guangxi       | 141                    | Incidente aereo.                                                                            |
| 1994 | Volo China Northwest Airlines 2303 | Shaanxi       | 160                    | Incidente aereo.                                                                            |
| 1994 | Tifone Fred                        | Zhejiang      | 1.426                  |                                                                                             |
| 1996 | Tifone Herb                        | Fujian        | 779                    | Conosciuto anche come Tifone 9608 in Cina.                                                  |
| 1997 | Crisi finanziaria asiatica         | Asia          |                        |                                                                                             |
| 1998 | Inondazioni dello Yangtze          | Fiume Yangtze | 3.000-4.150            | L'alluvione è stata considerata la peggiore negli ultimi 40 anni nella Cina settentrionale. |
| 2002 | Volo China Northern Airlines 6136  | Liaoning      | 112                    |                                                                                             |

### Controversie
Nel 1999, il Partito Comunista Cinese sotto Jiang Zemin ha ordinato la soppressione del "Falun Gong". Il governo cinese ha definito il "Falun Gong" una setta con decine di milioni di seguaci.
D'altra parte, si credeva che Jiang Zemin, dopo essersi formalmente ritirato dalla carica di leader supremo della Cina nel 2002, si fosse mosso dietro le quinte e avesse ancora il controllo del paese. La "fazione di Jiang", inclusi Zhou Yongkang, Guo Boxiong e Xu Caihou, ha continuato ad avere un impatto significativo sulla Cina dopo che Hu Jintao è riuscito come leader supremo della Cina.

## Hu Jintao e la quarta generazione (2002–2012)

### Transizione del potere politico

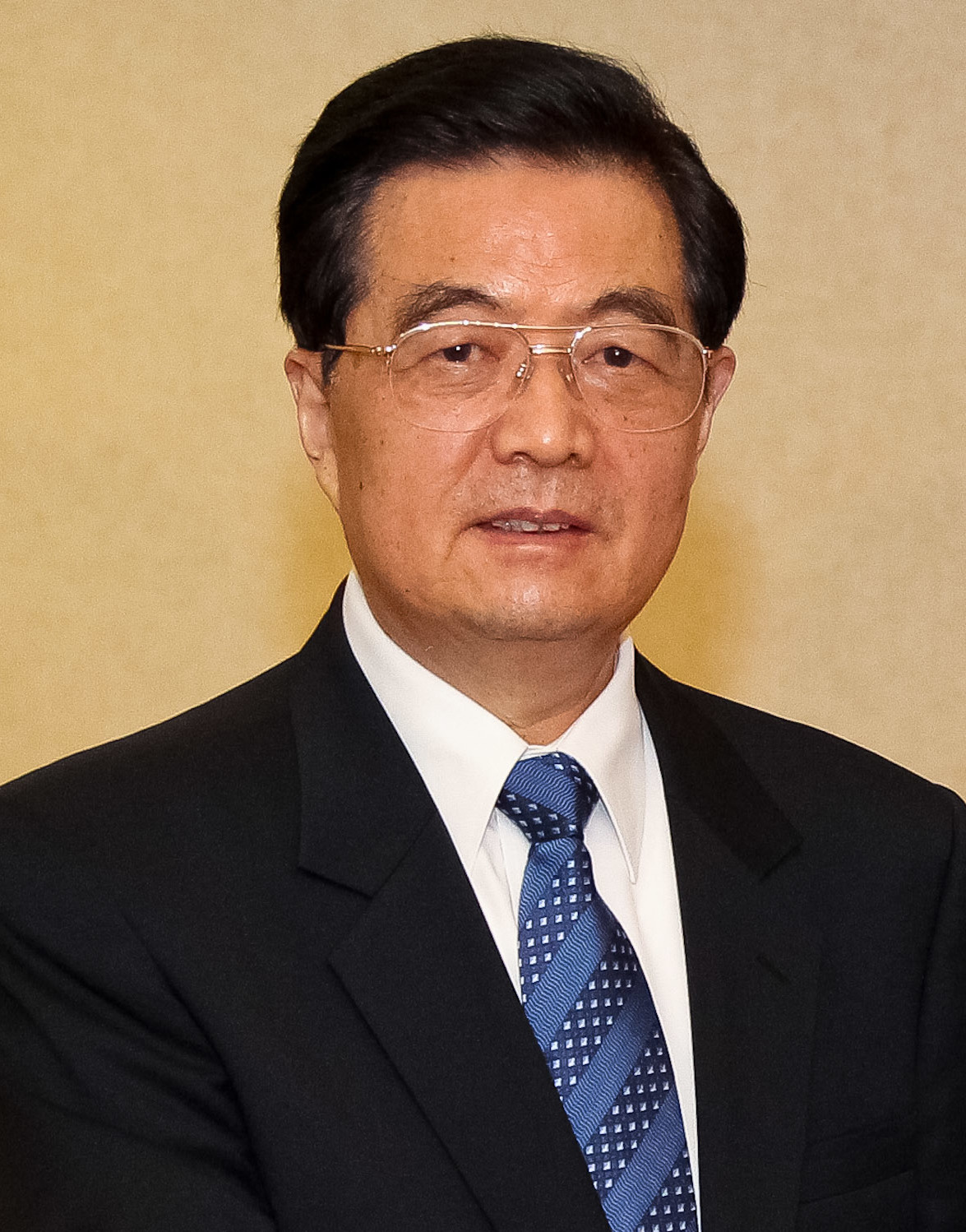
Hu Jintao

Nel novembre 2002 Hu Jintao successe a Jiang Zemin alla segreteria generale del Partito Comunista Cinese. Nel 2003 Hu Jintao fu designato presidente della Repubblica Popolare Cinese. Nel marzo 2003, Wen Jiabao è diventato il nuovo premier cinese.

### Affari domestici
L'economia cinese ha continuato a crescere a un ritmo rapido, soprattutto dopo l'adesione all'Organizzazione mondiale del commercio nel 2001. Nel 2007 il Congresso nazionale del popolo ha votato una legge che consente la proprietà privata ai suoi cittadini. Nel 2010, la Cina ha superato il Giappone come seconda economia mondiale. Politicamente, Hu Jintao ha avanzato il concetto di «Prospettiva scientifica dello sviluppo». Tuttavia, nel 2012, l'incidente di Wang Lijun e lo scandalo di Bo Xilai hanno ricevuto ampia attenzione e copertura mediatica.
Nel frattempo, tra il 2002 e il 2012 si sono verificati numerosi progressi scientifici e scoperte, molte delle quali hanno avuto origine dal "Programma 863" (dai tempi di Deng Xiaoping). Nel 2003, la Cina ha inviato con successo un astronauta, Yang Liwei, nello spazio tramite Shenzhou 5, diventando il terzo paese al mondo a farlo in modo indipendente dopo gli Stati Uniti e l'Unione Sovietica. Nel 2011 è stata lanciata con successo Tiangong-1, il primo prototipo di stazione spaziale della Cina. Nell'ottobre 2012, Mo Yan è diventato il primo cittadino cinese (continente) a vincere il Premio Nobel per la letteratura.

### Relazioni estere
In Cina si sono svolti una serie di eventi internazionali. Nel 2008, Pechino ha tenuto le Olimpiadi estive. Nel 2010 si è svolto in Cina un altro evento internazionale: Shanghai ha tenuto per la prima volta l'Expo mondiale. Altri eventi internazionali includono: i Giochi asiatici 2010 (Guangzhou) e le Universiadi estive 2011 (Shenzhen).

### Disastri
Di seguito vengono presentati solo i disastri gravi (fare clic per visualizzare).
| Anno      | Disastro              | Posizione | Bilancio delle vittime  | Dettagli                                                                                               |
| --------- | --------------------- | --------- | ----------------------- | --- |
| 2002-2004 | Epidemia di SARS      | Globale   | 349 (Cina continentale) | La SARS ha ucciso 774 persone in tutto il mondo, di cui 349 nella Cina continentale e 299 a Hong Kong. |
| 2007-2008 | Crisi finanziaria     | Globale   |                         | |
| 2008      | Terremoto del Sichuan | Sichuan   | 69.227                  | |
| 2010      | Terremoto dello Yushu | Gansu     | 2.698                   | |

### Controversie
La violazione dei diritti umani ha continuato a essere fonte di preoccupazione durante il regime comunista. Liu Xiaobo, premio Nobel per la pace e attivista per i diritti umani, è stato arrestato e condannato a 11 anni di carcere nel 2010. Liu Xiaobo, insieme ad altri, è l'autore della «Charta 08» e ha ricevuto il Premio Nobel per la Pace nel 2010.
Al tempo di Hu Jintao, il Partito comunista cinese e il governo cinese crearono il "Partito dei 50 centesimi", tentando di "guidare" le opinioni pubbliche online a favore del Partito Comunista e del governo cinese.

## Xi Jinping e la quinta generazione (2012–presente)

### Transizione del potere politico

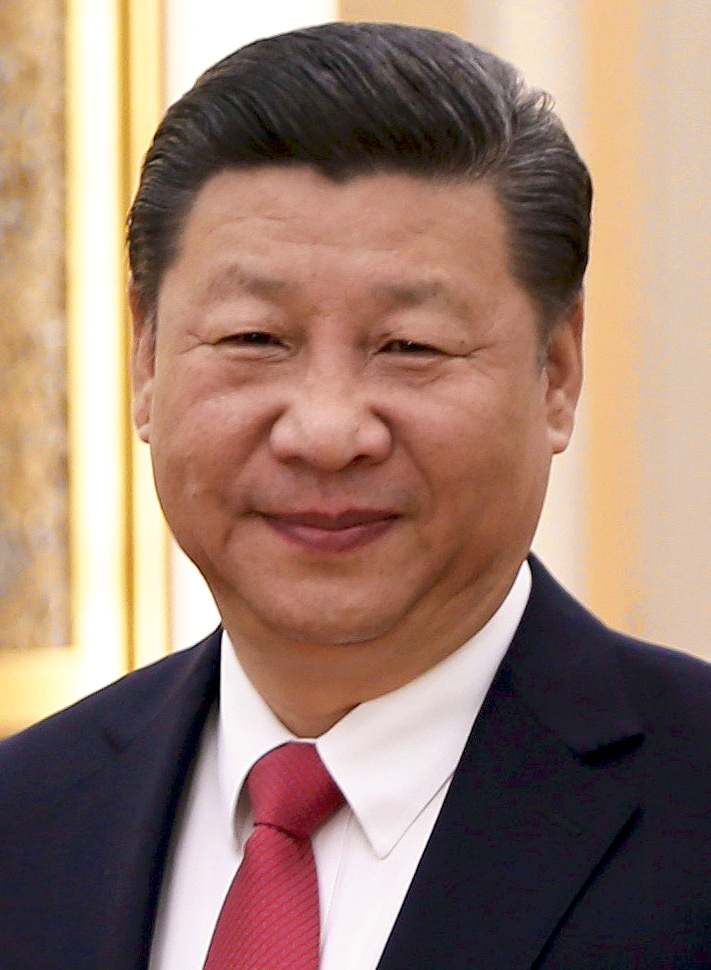
Xi Jinping

Nel novembre 2012, Xi Jinping è riuscito come segretario generale del Partito comunista cinese e nel marzo 2013 è diventato presidente della Cina. Nel marzo 2013, Li Keqiang è diventato il nuovo premier cinese.

### Politica Interna
Dopo essere entrato in carica, Xi Jinping ei suoi alleati hanno condotto una massiccia campagna anticorruzione a lungo termine, prendendo di mira principalmente i suoi rivali politici come i membri della "fazione di Jiang Zemin", tra cui Zhou Yongkang, Guo Boxiong e Xu Caihou. Nel marzo 2018, il Congresso nazionale del popolo controllato dal Partito comunista ha approvato una serie di emendamenti costituzionali tra cui la rimozione dei "limite di termine" per il presidente e il vicepresidente della Cina. Ciò ha innescato la preoccupazione che Xi potesse potenzialmente governare per la vita.
Molti grandi progetti infrastrutturali sono stati completati o sono in costruzione. Un esempio notevole è il Ponte Hong Kong-Zhuhai-Macao. I progressi scientifici includono il rover Yutu, che è stato schierato con successo sulla Luna dopo che il Chang'e 3 è atterrato sulla Luna nel 2013. Nel 2015, Tu Youyou è diventato il primo cittadino cinese (continente) a vincere il Premio Nobel per la Fisiologia o la Medicina.

### Relazioni estere
Mentre Xi Jinping ha continuato a consolidare il potere a livello nazionale, ha gradualmente abbandonato i principi diplomatici («Nascondi la tua forza, aspetta il tuo momento e non prendere mai il comando») stabiliti da Deng Xiaoping ed è apparso più come un "uomo forte" sulla scena globale. Ha lanciato la "Nuova via della seta" per realizzare investimenti infrastrutturali in decine di paesi, che ha ricevuto un'attenzione diffusa (sia ricevimenti che critiche) da tutto il mondo.
Da quando Xi Jinping è riuscito come leader della Cina, ha cercato di trasformare la "passività cinese" in una strategia assertiva per difendere le rivendicazioni della Cina sulle controversie di confine e di territorio come nel Mar Cinese Meridionale e a Taiwan. Nel 2018, la guerra commerciale Cina-Stati Uniti è iniziata e ha influenzato in modo significativo l'economia globale. Nel maggio 2020 sono scoppiate scontri sino-indiani lungo il confine, provocando vittime.

### Disastri
Di seguito vengono presentati solo i disastri gravi (fare clic per visualizzare).
| Anno          | Disastro                          | Posizione | Bilancio delle vittime | Dettagli |
| ------------- | --------------------------------- | --------- | ---------------------- | --- |
| 2013          | Terremoto di Ya'an                | Sichuan   | Più di 200             | |
| 2014          | Terremoto dello Yunnan            | Yunnan    | Almeno 617             | |
| 2015          | Affondamento di Dongfang zhi Xing | Hubei     | Almeno 442             | Il 1 ° giugno 2015, una crociera sul fiume denominata "Dongfang zhi Xing" con 454 persone a bordo si è capovolta a Jianli, Hubei. |
| 2015          | Esplosioni di Tianjin             | Tianjin   | 173                    | |
| 2019-presente | Pandemia di COVID-19              | Globale   |                        | Nel dicembre 2019, a Wuhan, Hubei, è scoppiata un'epidemia causata da un nuovo coronavirus (in seguito identificato come causa di COVID-19). L'11 marzo 2020, l'Organizzazione mondiale della sanità ha dichiarato COVID-19 come una pandemia. |
| 2021          | Inondazioni dell'Henan            | Henan     | 398                    | |
| 2022          | Volo China Eastern Airlines 5735  | Guangxi   | 132                    | |

### Controversie
Dal 2012, Xi Jinping, insieme ai suoi alleati, ha ritirato diverse politiche dal periodo Boluan Fanzheng di Deng Xiaoping e ha promosso il suo culto della personalità come ha fatto Mao Zedong. Ad esempio, nel 2018, Xi ha eliminato il "limite di termine" per il presidente cinese nella Costituzione cinese, suscitando preoccupazioni per una nuova rivoluzione culturale.
La violazione interna dei diritti umani è peggiorata in modo significativo. Oltre un milione di minoranze religiose (per lo più uiguri) sono state forzatamente rinchiuse nei cosiddetti "campi di rieducazione dello Xinjiang". Nel 2019-20, anche le massicce proteste a Hong Kong e la repressione hanno ricevuto un'ampia copertura. Anche la "legge sulla sicurezza nazionale di Hong Kong" pubblicata il 30 giugno 2020 ha ricevuto ampia attenzione e ha suscitato notevole preoccupazione in tutto il mondo.
Dopo che Xi è salito al potere nel 2012, il Partito Comunista e il governo cinese hanno notevolmente rafforzato la censura di Internet e rafforzato il controllo sull'ambiente Internet cinese, bloccando l'accesso dei cittadini cinesi a molti siti Web e app mobili stranieri utilizzando il "Great Firewall". Allo stesso tempo, un gran numero di membri del "Partito dei 50 centesimi" sono stati reclutati per "guidare" narrazioni online in tutto il mondo a favore del Partito e del governo. A partire dal 2020, il sistema di sorveglianza di massa e il "Sistema di credito sociale" tengono sotto stretta sorveglianza l'intera popolazione.
A livello globale, l'aggressiva "diplomazia del guerriero lupo" sotto l'amministrazione Xi Jinping ha creato numerose controversie e contraccolpi. Ci sono anche polemiche legate alla "Nuova Via della Seta" e alla guerra commerciale Cina-Stati Uniti. Nel 2019-2020, sotto Xi, la gestione da parte della Cina dello scoppio di un nuovo coronavirus (COVID-19) e il suo rapporto con l'Organizzazione mondiale della sanità sono stati piuttosto controversi. Ci sono state un gran numero di teorie del complotto e disinformazione relative a COVID-19, inclusa l'origine del virus.
D'altra parte, anche la manipolazione dei dati economici da parte del governo cinese, come la comunicazione di dati gonfiati sul PIL nel corso degli anni, è una delle maggiori preoccupazioni.